# 200 m stylem klasycznym
200 m stylem klasycznym – konkurencja należąca do średnich dystansów w tym stylu. Jest rozgrywana na igrzyskach olimpijskich.

## Mistrzostwa Polski
Obecny mistrz Polski:
- Dawid Wiekiera (2021)[1]

Obecna mistrzyni Polski:
- Weronika Hallmann (2021)[2]

## Mistrzostwa świata(basen 50 m)
Obecny mistrz świata:
- Zac Stubblety-Cook (2022)

Obecna mistrzyni świata:
- Lilly King (2022)

## Mistrzostwa świata(basen 25 m)
Obecny mistrz świata:
- Kiriłł Prigoda (2018)

Obecna mistrzyni świata:
- Annie Lazor (2018)

## Mistrzostwa Europy
Obecny mistrz Europy:
- Anton Czupkow (2021)

Obecna mistrzyni Europy:
- Molly Renshaw (2021)

## Letnie igrzyska olimpijskie
Obecny mistrz olimpijski:
- Zac Stubblety-Cook (2021)

Obecna mistrzyni olimpijska:
- Tatjana Schoenmaker (2021)

## Rekordy świata, Europy i Polski (basen 50 m)
|           | Imię i nazwisko       | Czas    | Miejsce ustanowienia       | Data            |         |         |
| Kobiety   | Kobiety               | Kobiety | Kobiety                    | Kobiety         | Kobiety | Kobiety |
| --------- | --------------------- | ------- | -------------------------- | --------------- | ------- | ------- |
| WR        | Tatjana Schoenmaker   | 2:18,95 | Tokio (Japonia)            | 30 lipca 2021   |         |         |
| ER        | Rikke Møller Pedersen | 2:19,11 | Barcelona (Hiszpania)      | 1 sierpnia 2013 |         |         |
| RP        | Wiktoria Bieńkowska   | 2:26,84 | Praga (Czechy)             | 10 lipca 2009   |         |         |
| Mężczyźni |                       |         |                            |                 |         |         |
| WR        | Zac Stubblety-Cook    | 2:05,95 | Adelaide (Australia)       | 19 maja 2022    |         |         |
| ER        | Anton Czupkow         | 2:06,12 | Gwangju (Korea Południowa) | 26 lipca 2019   |         |         |
| RP        | Dawid Wiekiera        | 2:09,99 | Lublin (Polska)            | 9 kwietnia 2022 |         |         |

## Rekordy świata, Europy i Polski (basen 25 m)
| Kobiety   |                       |         |                    |                 |
| WR        | Kate Douglass         | 2:12,50 | Budapeszt (Węgry)  | 13 grudnia 2024 |
| ER        | Rikke Møller Pedersen | 2:15,21 | Herning (Dania)    | 13 grudnia 2013 |
| RP        | Katarzyna Dulian      | 2:23,24 | Triest (Włochy)    | 9 grudnia 2005  |
| Mężczyźni |                       |         |                    |                 |
| WR        | Kiriłł Prigoda        | 2:00,16 | Hangzhou (Chiny)   | 13 grudnia 2018 |
| ER        | Kiriłł Prigoda        | 2:00,16 | Hangzhou (Chiny)   | 13 grudnia 2018 |
| RP        | Dawid Wiekiera        | 2:06,08 | Bydgoszcz (Polska) | 3 grudnia 2022  |